# Alexander Matthes
Alexander Matthes (* 23. April 1951 in Chemnitz; † 3. Dezember 1984 in Karl-Marx-Stadt) war ein deutscher Maler und Grafiker.

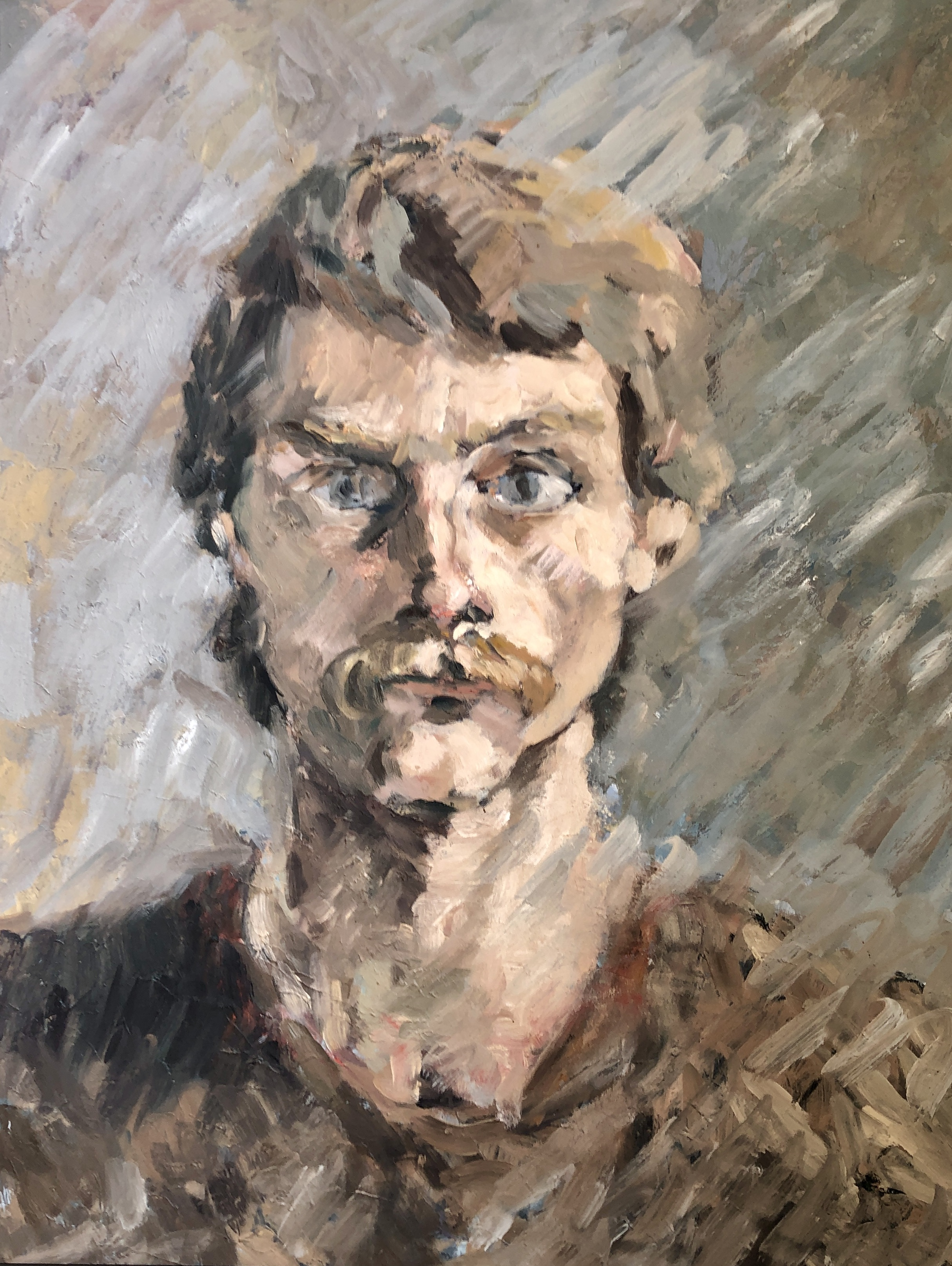
Alexander Matthes (Selbstbildnis)

## Leben und Werk
Matthes machte bis 1974 in Karl-Marx-Stadt eine Berufsausbildung zum Betonbauer mit Abitur. Von 1976 bis 1981 studierte er Malerei und Grafik bei Jutta Damme und Gerhard Kettner an der Hochschule für Bildenden Künste Dresden. 1981/82 war er Meisterschüler bei Paul Michaelis. Danach arbeitete er als Mitglied des Verbands Bildender Künstler der DDR als freischaffender Künstler in Karl-Marx-Stadt.
Er leitete u. a. einen volkskünstlerischen Zirkel im VEB Spinnereimaschinenbau Karl-Marx-Stadt und war dort befreundet mit dem späteren Betriebsrat des 1998 liquidierten Unternehmens Klaus-Dieter Trompke.
Matthes war mit der Bildhauerin Erika Harbort verheiratet. Aus der Ehe ging ein Sohn hervor.
Werke Matthes’ befinden sich u. a. in der Neuen Sächsischen Galerie, Chemnitz.

## Ausstellungen (unvollständig)

### Einzelausstellungen
- 1981/1982: Elsterwerda, Kleine Galerie im Fachwerkhaus (mit Erika Matthes)

Postum
- 2002: Gammelin, 8. Sommerausstellung (Alexander Matthes, Grafik/Christian Wetzel, Bronzen)
- 2012: Chemnitz, Ev.-Luth. Kirchgemeinde St.-Nikolai-Thomas
- 2020 Lackaffe und andere Duelle, Neuerwerbungen und Schenkungen für die städtische Kunstsammlung Neue Sächsische Galerie – Kunst nach 45.[2]

### Ausstellungsbeteiligungen
- 1982: Kunsthalle Rostock (Grafik aus Karl-Marx-Stadt)
- 1984/1985 Karl-Marx-Stadt, Städtisches Museum am Theaterplatz („Retrospektive 1945 – 1984. Bildende Kunst im Bezirk Karl-Marx-Stadt“)
- 1985: Chemnitz, Bezirkskunstausstellung
- 1986/1987: Suhl („Daß sicher sei, was uns lieb ist“. Ausstellung zum 40. Jahrestag der Gründung der Grenztruppen der DDR)
- 1987/1988: Dresden, X. Kunstausstellung der DDR